# Argenton-Notre-Dame
Argenton-Notre-Dame és un municipi francès situat al departament de Mayenne i a la regió de País del Loira. L'any 2007 tenia 206 habitants.

## Demografia

### Població
El 2007 la població de fet d'Argenton-Notre-Dame era de 206 persones. Hi havia 76 famílies de les quals 20 eren unipersonals (16 homes vivint sols i 4 dones vivint soles), 24 parelles sense fills, 24 parelles amb fills i 8 famílies monoparentals amb fills.
La població ha evolucionat segons el següent gràfic:
Habitants censats

### Habitatges
El 2007 hi havia 96 habitatges, 75 eren l'habitatge principal de la família, 9 eren segones residències i 12 estaven desocupats. Tots els 96 habitatges eren cases. Dels 75 habitatges principals, 53 estaven ocupats pels seus propietaris i 22 estaven llogats i ocupats pels llogaters; 3 tenien dues cambres, 13 en tenien tres, 9 en tenien quatre i 50 en tenien cinc o més. 63 habitatges disposaven pel capbaix d'una plaça de pàrquing. A 36 habitatges hi havia un automòbil i a 36 n'hi havia dos o més.

### Piràmide de població
La piràmide de població per edats i sexe el 2009 era:
| Homes | Edats   | Dones |
| ----- | ------- | ----- |
| 0     | 95 o +  | 0     |
| 0     | 90 a 94 | 0     |
| 0     | 85 a 89 | 4     |
| 0     | 80 a 84 | 0     |
| 12    | 75 a 79 | 4     |
| 4     | 70 a 74 | 8     |
| 0     | 65 a 69 | 0     |
| 0     | 60 a 64 | 0     |
| 0     | 55 a 59 | 0     |
| 12    | 50 a 54 | 0     |
| 0     | 45 a 49 | 8     |
| 0     | 40 a 44 | 4     |
| 16    | 35 a 39 | 8     |
| 4     | 30 a 34 | 8     |
| 4     | 25 a 29 | 8     |
| 4     | 20 a 24 | 0     |
| 4     | 15 a 19 | 12    |
| 12    | 10 a 14 | 8     |
| 0     | 5 a 9   | 0     |
| 8     | 0 a 4   | 8     |

## Economia
El 2007 la població en edat de treballar era de 126 persones, 95 eren actives i 31 eren inactives. De les 95 persones actives 83 estaven ocupades (50 homes i 33 dones) i 12 estaven aturades (6 homes i 6 dones). De les 31 persones inactives 5 estaven jubilades, 13 estaven estudiant i 13 estaven classificades com a «altres inactius».

### Ingressos
El 2009 a Argenton-Notre-Dame hi havia 74 unitats fiscals que integraven 196 persones, la mediana anual d'ingressos fiscals per persona era de 13.667 €.

### Activitats econòmiques
Dels 4 establiments que hi havia el 2007, 1 era d'una empresa de construcció, 1 d'una empresa de serveis i 2 d'empreses classificades com a «altres activitats de serveis».
Dels 2 establiments de servei als particulars que hi havia el 2009, 1 era una empresa de construcció i 1 perruqueria.
L'any 2000 a Argenton-Notre-Dame hi havia 14 explotacions agrícoles que ocupaven un total de 590 hectàrees.

## Equipaments sanitaris i escolars
El 2009 hi havia una escola elemental.

## Poblacions més properes
El següent diagrama mostra les poblacions més properes.